# Субпрефектура Пірітуба
Субпрефектура Пірітуба (порт. Subprefeitura de Pirituba) — одна з 31 субпрефектури міста Сан-Паулу, розташована на північному сході міста. Її повна площа 54,7 км², населення понад 390 тис. мешканців. Складається з 3 округів:
- Пірітуба (Pirituba)
- Жарагуа (Jaraguá)
- Сан-Домінгус (São Domingos)